# آساهی ۸۷۴۷
سیارک ۸۷۴۷ (به انگلیسی: 8747 Asahi، نامگذاری:1998FS73) هشت هزار و هفتصد و چهل و هفتمین سیارک کشف شده‌است که در ۲۴ مارس ۱۹۹۸ کشف شد.
قدر مطلق سیارک برابر ۱۲٫۱۰ است.